# Автошлях Т 1632
Автошля́х Т 1632 — автомобільний шлях територіального значення в Одеській області. Проходить територією Болградського району через Кубей — пункт пропуску Нові Трояни. Загальна довжина — 23 км.

## Маршрут
Автошлях проходить через такі населені пункти:
| Автошлях Т 1632              |        |
| Одеська область              |        |
| Болградський район           |        |
| Кубей                        | Т 1608 |
| Нові Трояни (пункт пропуску) |        |